# Lorryia jacula
Lorryia jacula är en spindeldjursart som först beskrevs av Kuznetzov 1973.  Lorryia jacula ingår i släktet Lorryia, och familjen Tydeidae. Arten är reproducerande i Sverige.